# Обала мајора Драгутина Гавриловића
Обала мајора Драгутина Гавриловића је део Дунавског кеја на Дорћолу и простире се од Улице Тадеуша Кошћушка до Куле Небојша.
Име је добила 1985. године по српском пуковнику Драгутину Гавриловићу, који је у чину мајора предводио 2. батаљон 10. кадровског пука Војске Краљевине Србије током одбране Београда у октобру 1915. године у Првом светском рату и коме се приписује чувени говор браниоцима Београда. Управо на овој обали, водиле жестоке борбе између српских и аустроугарских војника. На обали крај Дунавској кеја налазило се касније војничко гробље, "две огромне раке" са посмртним остацима 246 српских војника.
Од знаменитости, на обали се налазе Споменик браниоцима Београда 1915, дело вајара Николе Коље Милуновића из 1988. године, Спортско-рекреативно-пословни центар „Милан Гале Мушкатировић”, Тениски центар Новак и теретана на отвореном, док се на Дунаву налазе сплавови у угоститељској намени.
У непосредној близини обале, налази се Стадион ФК Дорћол, а део обале ће ући у састав будућег Линијског парка.

## Галерија
- Обала мајора Драгутина Гавриловића
- Споменик браниоцима Београда 1915., 1988.
- Чесма удружења свих етничких група рома, 1999.
- скулптура на обали